# Speakers Academy
Speakers Academy is een Nederlands advies- en bemiddelingsbureau voor sprekers en is gevestigd in Rotterdam. Het bureau adviseert partijen met betrekking tot uit te nodigen sprekers en onderwerpen voor voornamelijk zakelijke evenementen. Tegelijkertijd vertegenwoordigt het bureau sprekers uit de wetenschap, cultuur, sport, politiek en bedrijfsleven uit binnen- en buitenland. Speakers Academy geldt als het grootste boekingsbureau van de Benelux en Frankrijk.

## Geschiedenis
Het bureau werd als De Booij Party & Congresarchitecten in 1975 opgericht door Albert de Booij. Daarvoor en daarna was hij actief als manager van onder andere Lee Towers. De voornaamste bedrijfsactiviteit was het organiseren van congressen, seminars, bedrijfsevenementen en concerten in binnen- en buitenland.
De Booy breidde de activiteiten van zijn bureau uit door van start te gaan met de in- en verhuur van een dertigtal professionele sprekers. Een van deze sprekers was Pim Fortuyn, met wie hij later de LPF zou oprichten. Doordat de sprekersboekingen vooral doordeweeks plaatsvonden waren deze complementair aan de bestaande activiteiten van het bureau, die juist vooral in het weekend plaatsvonden. Al snel kwam het zwaartepunt van de omzet op de sprekersactiviteit te liggen en veranderde hij in 1997 de naam in Speakers Academy. Ook besloot hij om zijn bureau te verhuizen naar de Schiedamse Vest in Rotterdam. Verdere uitbreiding volgde door de opening van kantoren in Duitsland, Spanje, Frankrijk en China.
In 2001 was de omzet van het bedrijf 3,5 miljoen euro.

## Andere activiteiten
Het bureau organiseert naast live events ook online of hybride events en bemiddelt tevens voor theaterproducties. Daarnaast brengt het sinds 2004 jaarlijks het ACADEMY Magazine uit, met daarin onder andere interviews met vooraanstaande sprekers, nieuw talent en nationale en internationale prominenten. In 2022 had het bedrijf tien vaste en vijf freelance medewerkers.

## Overname
In 2021 verkocht oprichter de Booy een meerderheid van zijn aandelen aan ondernemer Marie-Leontine de Graaf. Zelf hield hij nog wel een minderheidsbelang en bleef ambassadeur tot aan zijn overlijden in 2022. 